# Henry Cowell
Henry Dixon Cowell (Menlo Park, Califòrnia, 11 de març de 1897 - Nova York, 10 de desembre de 1965) fou un compositor estatunidenc. Destaca la seva obra Aeolian harp.
Estudià en l'Institut of Applied Music de Nova York i en la Universitat de Califòrnia. Va actuar com a concertista de piano a Europa i els Estats Units. Realitzà importants estudis sobre la música oriental a Nova York (1927), a Berlín (1931-32, amb Hornbostel, mercès a una subvenció de la fundació Guggenheim, i per Àsia (1956-57), en aconseguir una beca Rockefeller. Va pronunciar diverses conferències a la Sorbona, en el Conservatori de Moscou, en la Bauhaus de Dessau, etc.
El nom de Cowell va unit, en la història de la música, al del seu deixeble John Cage. El seu predecessor europeu, també resident a Amèrica, és Edgar Varèse, compositor en el que hi té lloc una doble valoració del serialisme dodecafònic i dels recursos tímbrico–rítmics dels instruments de percussió, així com dels sorolls. De la dialèctica entre l'element racionalista a ultrança, neix l'escola americana modernista que pren aquesta última directriu. Com es dona a entendre, aquest irracionalisme existeix només en el seu punt de partida, o sia, que és aparent.
No en va Cowell, igual que Cage, es va interessar per la música d'Extrem Orient, sent la primera vegada que es produeix aquest fenomen en la història de la música occidental, no per simple erudició ni per afany de pintoresquisme tòpic i trivial -–al que tanta afició s'ha sentit durant el segle xix i el segle xx--, sinó per verdadera necessitat de renovació, malgrat que amb freqüència tendeix a forçar els límits, donant lloc a aparèixer l'esnobisme.
Cowell introduí modes com la de colpejar el teclat amb el puny, l'avantbraç i el colze, reglamentat, per això, diverses formes d'atac, i la de produir nous efectes tímbrics maniobrant directament sobre les cordes del piano. Bé sigui per la necessitat de justificació de tota experiència o per la impossibilitat de besllum-rar una unitat d'intenció subjacent a través del procés evolutiu de l'harmonia clàssica, els <pioners> de la nova música creïn en la més ampla elasticitat de la sensibilitat musical.

Així s'expliquen els <grups sonors> de dissonàncies compactes –-o el piano tractat com a instrument de percussió—- que Cowell admet i tots els que pertanyent a la seva escola. Es comprèn que aquest intent d'esborrar les fronteres que delimiten els camps de l'harmònic i el pur efecte de percussió, reduint el discurs musical a pur efecte tímbric, no sigui fàcilment acceptat per part del públic ni dels crítics. Un d'ells, Claude Samuel, diu, respecte de Cowell, que 
| « | <els seus trucs pianístics no poden dissimular la pobresa del seu pensament musical>. | » |

Una altra de les seves invencions, que va passar a John Cage i seguidors, és la creació de l'escriptura lliure, o per aproximació de valors, que els instrumentistes han d'interpretar al seu gust. Amb això resten suprimides les barres del compàs i, per a la música de conjunt, el director es limita a marcar el principi i fi d'uns <minuts> o fracció.
Evidentment, havia de ser aquesta la reacció al neguit d'exactitud i racionalisme serial, en contra del que s'ha de reconèixer tant la dificultat humana de reproduir amb absoluta fidelitat uns ritmes dificilíssims com la impossibilitat de percebre'ls.
Amb col·laboració, Cowell i el músic inventor rus Léon Thèremin, fabricaren el rhytmicon, instrument mecànic destinat a la producció de ritmes.

## Obres per a orquestra
- Hornpipe, (1928).
- Sinfonietta, (1928).
- Synchrony, (1930).
- Exultation, (1930).
- Reel, (1933).
- Scherzo, (1933).
- Four Continuations, (1934). etc.

Va escriure una gran quantitat de peces per a piano i un llibre on exposa les seves teories titulat New musical resources (1930).